# Zoophthorus trochanteralis
Zoophthorus trochanteralis là một loài tò vò trong họ Ichneumonidae.